# Католический собор Вознесения Богородицы Девы Марии (Тбилиси)
Католический собор Вознесения Богородицы Девы Марии — культовое сооружение в Тбилиси, в историческом районе Старый город (улица Гии Абесадзе, 4). Входит в состав Апостольской администратуры Кавказа.

## История
Католическая община Тифлиса играла довольно активную роль в жизни города, но до начала XIX века своих храмов не имела. В 1804 году перфект Тифлиса Франческо Падуэль обратился к российскому императору Александру I с прошением разрешить постройку в городе костёла. Здание было возведено к 1808 году, а впоследствии расширено и отреставрировано.
В 1937 году костёл был закрыт советскими властями и богослужение прекращено.
В 1999 году во время посещения Грузии Римским Папой Иоанном Павлом II костёл был заново освящён, богослужение возобновлено.